# جريمة قتل صوفي لانكستر
وقعت جريمة قتل صوفي لانكستر في المملكة المتحدة في عام  2007 . تعرضت الضحية وصديقها روبرت مالتبي لهجوم من عدد من الصبيان المراهقين أثناء سيرهم في حديقة ستابيليي في منطقة بيكاب التابعة لروسينديل، لانكشر، في 11  أغسطس 2007. نتيجة لإصابات الرأس الحادة التي أصيبت بها لانكستر في الهجوم، دخلت في غيبوبة لم تستعد وعيها وتوفيت بسبب جراحها بعد ذلك بثلاثة عشر يومًا. صرحت الشرطة بأن الهجوم ربما يكون مرتبطًا بالزوجين حيث كانوا يرتدون أزياء قوطية و أنهما عضوان في ثقافة القوط.
لاحقًا، اعتقل خمسة صبيان مراهقين واتهموا بالقتل. وأدين اثنين منهم بالقتل وحُكم عليهما بالسجن المؤبد. وأدين الثلاثة الآخرين وسجنوا بسبب الأذى الجسدي الجسيم. تم إنشاء صندوق تذكاري باسم لانكستر، وأشادت بها العديد من الأحداث الهامة محليًا ووطنيًا وفي الخارج. تناولت المسرحيات والأفلام والفنون والكتب الموضوعات المتعلقة بقتلها.